# Sphaerostephanos humilis
Sphaerostephanos humilis är en kärrbräkenväxtart som beskrevs av Holtt. Sphaerostephanos humilis ingår i släktet Sphaerostephanos och familjen Thelypteridaceae. Inga underarter finns listade.